# Список умерших в 910 году
В этой статье представлен список известных людей, умерших в 910 году.
См. также: Категория:Умершие в 910 году

## Январь
- 26 января — Ло Инь[англ.] — китайский поэт

## Май
- 6 мая — Фудзивара-но Такаико[пол.] — имп6ратрица-консорт Японии, жена и вдова императора Сэйва
- Иса аль Нушари[англ.] — аббасидский губернатор Исфахана (896–900) и Египта (905—910)

## Июнь
- 2 июня — Ришильда Прованская — королева-консорт Западно-Франкского королевства (869—877), вторая жена Карла II Лысого
- 22 июня
  - Гебхард — герцог Лотарингии (903—910), граф Веттерау (909—910) и Рейнгау (897—906); погиб в битве с венграми
  - Герхард I — граф Меца (?—910); погиб в битве против баварской армии

## Июль
- Ло Шаовей[англ.] — принц и военный губернатор Ханьданя китайских династий Тан и Поздняя Лян
- 31 июля — Фен Ксинкси[англ.] — принц и военачальник китайских династий Тан и Поздняя Лян

## Август
- 5 августа
  - Ингвэр — король Йорка (902—910); погиб в битве при Теттенхолле
  - Хальфдан — король Йорка (902—910); погиб в битве при Теттенхолле
  - Эовилс — король Йорка (902—910); погиб в битве при Теттенхолле

## Декабрь
- 20 декабря — Альфонсо III Великий — король Астурии (866—910); умер после отречения.
- 23 декабря — Наум Охридский — болгарский святой, особо почитаемый в современных Болгарии и Македонии.

## Дата неизвестна или требует уточнения
- Аделен из Се — святой епископ Се (884—910).
- Андроник Дука — византийский полководец и мятежник
- Атену́льф I Вели́кий — князь Капуи (887—910), князь Беневенто (900—910)
- Вей Чжуан[англ.] — китайский поэт
- Евстафий Аргирос[англ.] — византийский генерал
- Ингольф Арнарсон — знатный норвежец, в конце IX века переселившийся в Исландию со своей дружиной и основавший на острове первые поселения. Дата смерти предположительна
- Исхак ибн Хунайн — арабский врач и переводчик, сын Хунайн ибн Исхака
- Лу Гуангчоу[англ.] — китайский военный губернатор Ганьчжоу (885—910)
- Луп I Донат — граф Бигорра (ок. 870 — ок. 910). Дата смерти предположительна
- Лю Шоувен[англ.] — китайский военный губернатор Цанчжоу китайских династий Тан и Поздняя Лян, убит братом Лю Шоууаном
- Мухаммад ибн Тахир[англ.] — последний тахиридский губернатор Хорасана (862—873) и Багдада (885—889)
- Махендрапала I[англ.] — правитель Гурджара-Пратихара (890—910)
- Мунцимир — князь Хорватии (892—910)
- Сосэй — японский поэт и буддийский монах.
- Турф-Эйнар Рёгнвальдссон — ярл Оркнейских островов (893—910)
- Яшоварман I — император Кхмерской империи (889—910)